# Myles Wakefield
Myles Wakefield (n. 13 de junio de 1974 en Durban, Sudáfrica) es un exjugador de tenis sudafricano. Se especializó en dobles, donde conquistó 1 título en 3 finales disputadas y alcanzó la posición Nº46 del ranking mundial en 2001.

## Títulos (1; 0+1)

### Dobles (1)
| Leyenda                |
| Grand Slam (0)         |
| Tennis Masters Cup (0) |
| ATP Masters Series (0) |
| ATP Tour (1)           |

| N.º | Fecha | Torneo     | Superficie    | Pareja       | Oponentes en la final   | Resultado |
| --- | ----- | ---------- | ------------- | ------------ | ----------------------- | --------- |
| 1.  | 2002  | Casablanca | Tierra batida | Stephen Huss | Martín García Luis Lobo | 6-4 6-2   |

### Finalista en dobles (2)
- 2000: San Petersburgo (junto a Thomas Shimada pierden ante Daniel Nestor y Kevin Ullyett)
- 2001: Delray Beach (junto a Thomas Shimada pierden ante Jan-Michael Gambill y Andy Roddick)